# High Voltage
High Voltage е първият студиен албум на австралийската хардрок група Ей Си/Ди Си (AC/DC), който е издаден извън Австралия. Осем от общо деветте включени песни са написани от Ангъс Йънг, Малкълм Йънг и Бон Скот. Единствено парчето Can I Sit Next to You Girl е дело само на братята Йънг.
Първонача пуснато на пазара от Atlantic Records, това световно издание на австралийския High Voltage успява да достигне бройката от над 3 милиона продадени копия, и то само на американския музикален пазар. Въпреки безспорния си успех, албумът е определен от критиците като един от най-слабите рок албуми. През 2003 е преиздаден като част от сериите AC/DC Remasters.

## Преглед
High Voltage, който излиза през февуари 1975 г., е съставен от песни включени в първите два албума на групата (които са издадени единствено в Австралия). Това са вече набралите популярност в родината си High Voltage и T.N.T.. Само две от парчетата – Little Lover и She's Got Balls са част от първото издание на High Voltage. Останалите седем песни са взети от последвалия T.N.T..
Повечето международни издания на албума включват версия на песента It's a Long Way to the Top (If You Wanna Rock 'n' Roll), която е по-къса от версията в австралийското издание с 11 секунди. Пълната продължителност на песента е 5:12, докато променената затихва на 5:01. Ремастерирането от Atco Records през 1994 г. връща оригиналната версия с продължителност 5:12, докато в ремастера от 2003 (Epic Records) отново е поставена по-късата версия.

## Състав
- Бон Скот – вокал
- Ангъс Йънг – соло китара
- Малкълм Йънг – ритъм китара и беквокали
- Марк Евънс – бас китара и беквокали
- Фил Ръд – барабани

## Продуценти
- Хари Ванда
- Джордж Йънг

## Списък на песните
Всички песни са написани от Ангъс Йънг, Малкълм Йънг и Бон Скот, освен отбелязаните.
1. It's a Long Way to the Top (If You Wanna Rock 'n' Roll) – 5:15
2. Rock 'n' Roll Singer – 5:03
3. The Jack – 5:52
4. Live Wire – 5:49
5. T.N.T. – 3:34
6. Can I Sit Next to You Girl (Йънг, Йънг) – 4:11
7. Little Lover – 5:39
8. She's Got Balls – 4:51
9. "High Voltage" – 4:14